# Pompeu Fabra Universiteit
De Pompeu Fabra Universiteit (Catalaans: Universitat Pompeu Fabra, UPF; Spaans: Universidad Pompeu Fabra) is een openbare universiteit in Barcelona, Catalonië, Spanje. De Times Higher Education World University Rankings beoordeelde de UPF in 2021 voor de vierde keer op rij als de beste universiteit in Spanje. De universiteit is in 1990 opgericht door de Generalitat de Catalunya en is vernoemd naar Pompeu Fabra i Poch, de grondlegger van de moderne Catalaanse grammatica en spelling. 
De universiteit is onder andere lid van het Europaeum en de EUA. De officiële taal van de universiteit is het Catalaans.
De UPF wordt beschouwd als een van de meest prestigieuze universiteiten in Spanje, met name op het gebied van economie, politieke wetenschappen en rechten. In 2020 werd de universiteit in de top tien van de Times Higher Education Young University Rankings geplaatst, een ranglijst van de beste universiteiten die minder dan vijftig jaar oud zijn. Op veel internationale ranglijsten staat ze tevens in de top vijftig voor economie en business. Ook in nationale ranglijsten, zoals de U-Ranking 2020, staat UPF doorgaans op nummer één.

## Faculteiten
De universiteit heeft zeven faculteiten en een ingenieursschool:
- Faculteit der Gezondheids- en Levenswetenschappen
- Faculteit der Economie en Business
- Faculteit der Politieke en Sociale Wetenschappen
- Faculteit der Communicatie
- Faculteit der Rechten
- Faculteit der Geesteswetenschappen
- Faculteit der Vertaal- en Taalwetenschappen
- Ingenieursschool

Sociale wetenschappen en geesteswetenschappen bevinden zich op de Campus de la Ciutadella, naast het Parc de la Ciutadella. Gezondheids- en levenswetenschappen bevinden zich iets verderop op de Campus del Mar, aan het strand. 
ICT en communicatiewetenschappen bevinden zich op de Campus de Poblenou, naast het Can Framis Museum. Er staan ook gebouwen in de Barri Gòtic.

## Bekende personen
Bekende oud-leerlingen en personen verbonden aan de universiteit zijn onder anderen:
- Meritxell Batet Lamaña, Spaans politica van de socialistische partij PSC
- Alfred Bosch i Pascual, Catalaans schrijver, politicus en geschiedkundige
- Teun van Dijk, Nederlandse tekstwetenschapper, gespecialiseerd in discoursanalyse
- Francisco Fernández Buey, Catalaans schrijver, filosoof en jurist
- Martí Gasull i Roig, Catalaans filosoof, klassieke filoloog en alpinist
- Andreu Mas-Colell, Catalaans econoom, gespecialiseerd in micro-economie en wiskundige economie
- Eduardo Mendoza, Spaanse schrijver; winnaar van de Cervantesprijs, Premio Fundación José Manuel Lara en Premio Planeta
- Mercè Sala i Schnorkowski, Catalaanse econome en socialistische politica
- Willem Egbert Saris, Nederlands socioloog
- Jessica Vall, Spaanse zwemster
- Reinhilde Veugelers, Belgische professor in bedrijfseconomie, strategie en innovatie

## Afbeeldingen

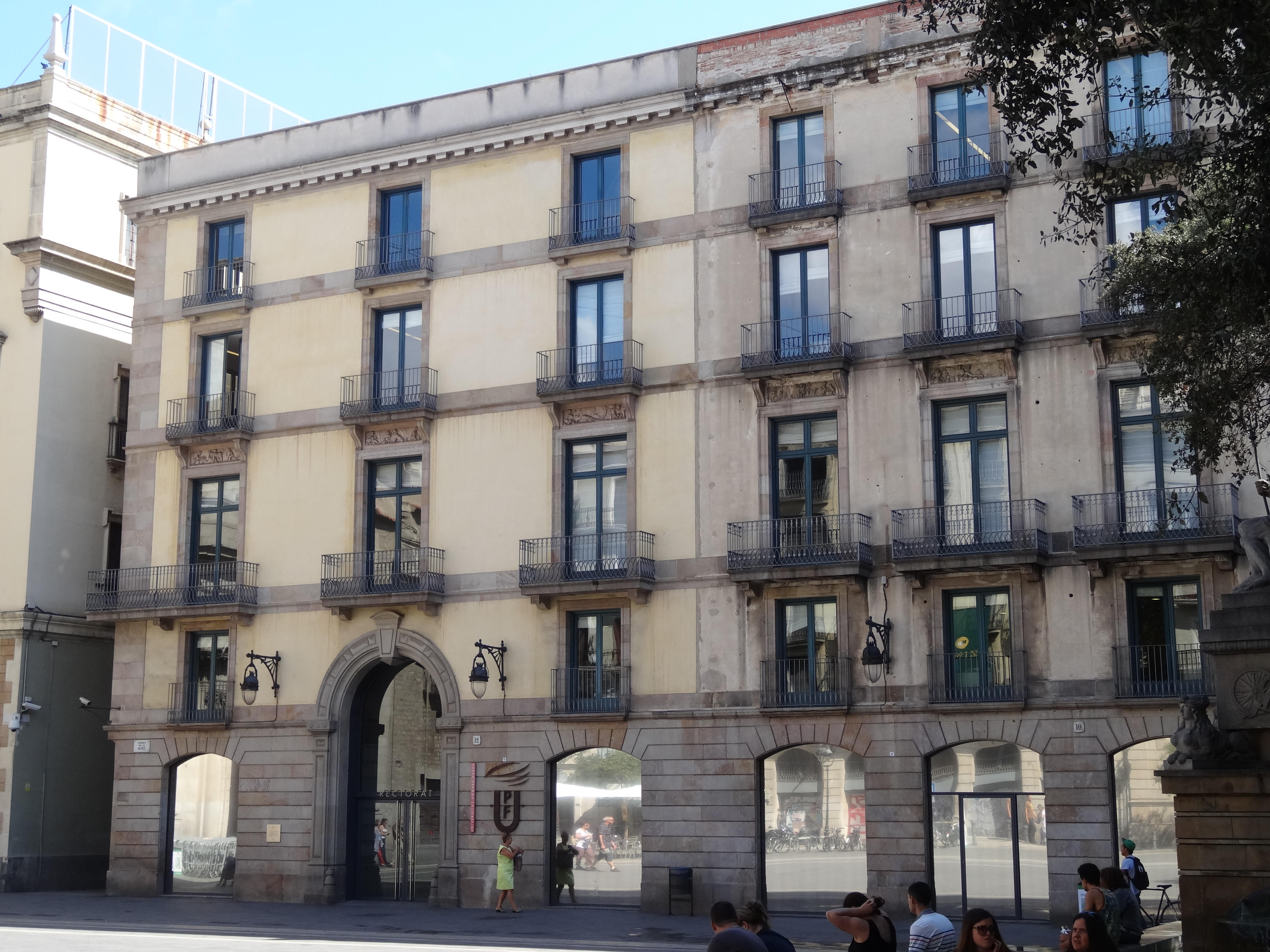
Administratief hoofdgebouw, naast de Basílica de Nuestra Señora de la Merced
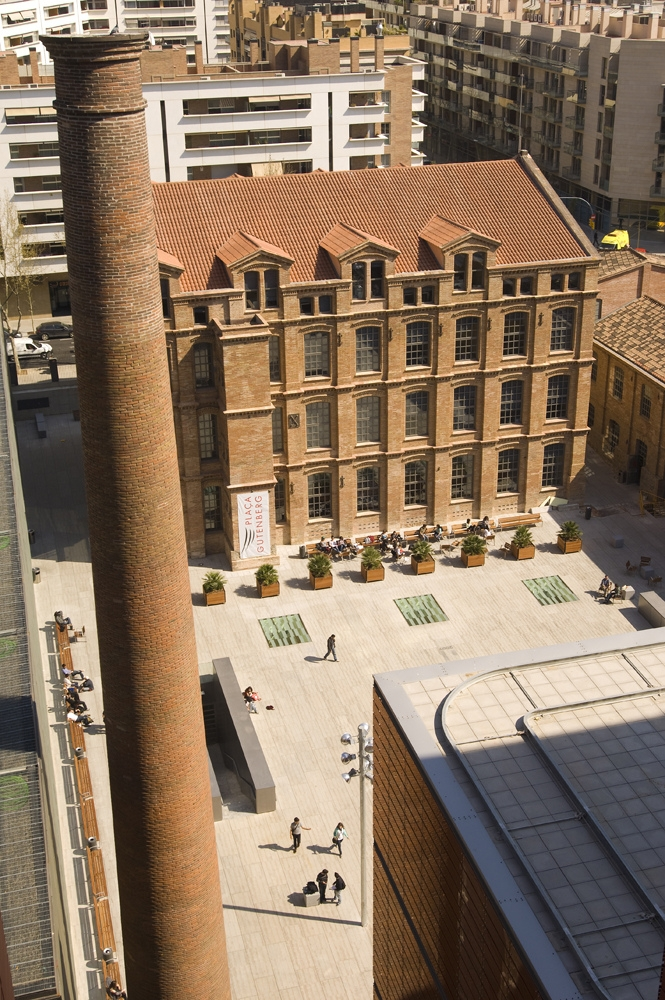
Campus de Poblenou
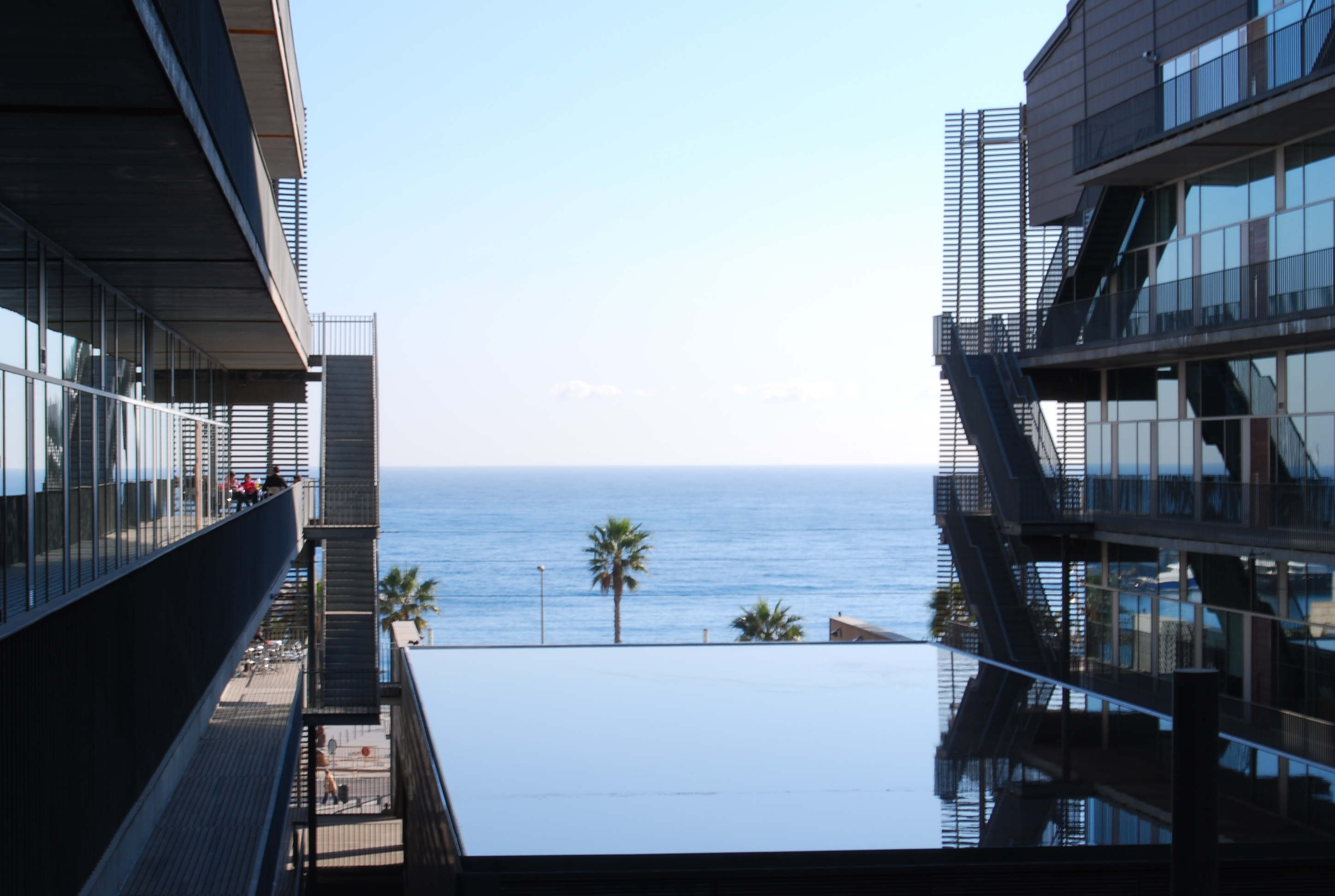
Campus del Mar